# Tupolew Tu-22M
Die Tupolew Tu-22M (russisch Туполев Ту-22М, NATO-Codename: Backfire) ist ein vom sowjetischen Konstruktionsbüro Tupolew entwickelter viersitziger Schwenkflügel-Überschallbomber. Nach ihrer Identifizierung durch die NATO wurde sie mit der vermuteten Bezeichnung „Tu-26“ benannt. Erst bei den Abrüstungsverhandlungen (SALT 1972) mit den USA wurde ihre Bezeichnung Tu-22M bekannt.

## Geschichte

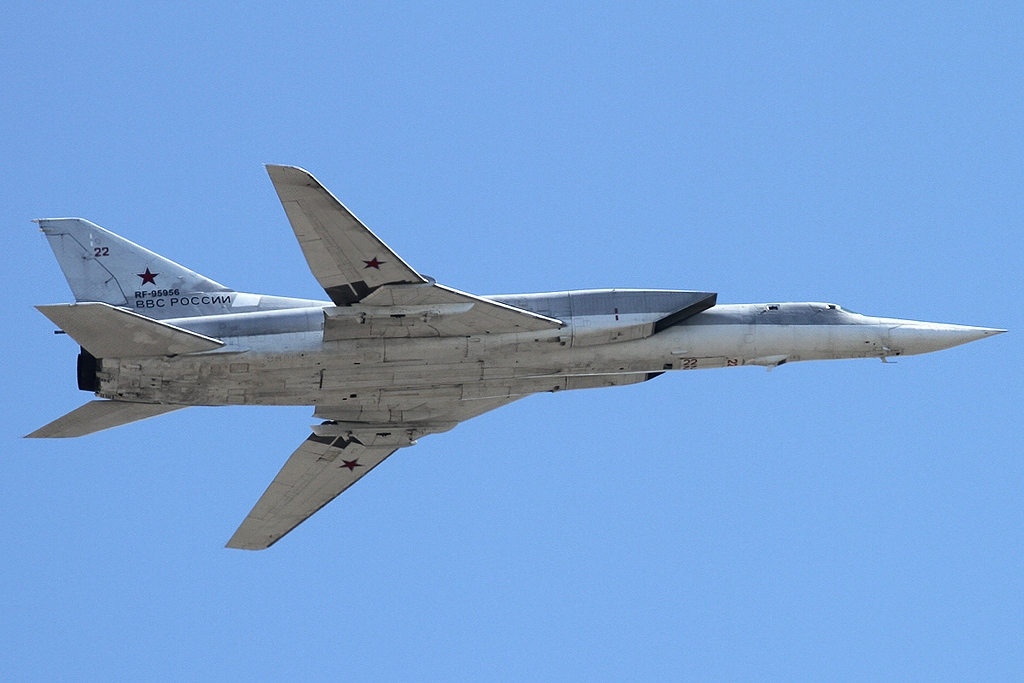
Tu-22M3 im Flug

Die Tu-22M entstand als Weiterentwicklung der Tupolew Tu-22, als klar wurde, dass diese die gestellten Anforderungen nicht erfüllen konnte. Nur ein geringer Teil der Einsätze konnte mit dieser Maschine tatsächlich im Überschallbereich, für den sie eigentlich entwickelt wurde, ausgeführt werden. Zudem lagen Reichweite und Zuladung der Tu-22 bei erhöhten Betriebskosten unter dem Niveau der Tupolew Tu-16, die sie eigentlich ablösen sollte. Das OKB Tupolew begann deshalb ab 1965 in Eigeninitiative an einem als Projekt „145“ bezeichneten Nachfolger zu arbeiten. Es nutzte hierbei auch die Ergebnisse, die im Jahre 1964 bei Untersuchungen von schwenkbaren Flügeln beim ZAGI gemacht wurden. Dabei hatte sich gezeigt, dass Schwenkflügler im Vergleich zu Starrflüglern Vorteile bei der Länge der benötigten Start- und Landestrecke sowie bei Reichweite und Nutzlast aufweisen. Der Entwurf erhielt deshalb als sichtbaren Unterschied zur Tu-22 einen Schwenkflügel. Weiterhin wurden die Triebwerke vom Außenheck oberhalb in den Rumpf verlagert. Die Tragflächen wurden in Tiefdeckeranordnung konzipiert und verfügten über relativ große Ansätze. Anfangs waren zwei Drittel der Tragflächen dreistufig schwenkbar, wobei die einzelnen Stellungen bei der Start- und Landephase sowie der Erhöhung der Reichweite im Unterschallbereich (20°), der Erhöhung der Reichweite im Überschallbereich (65°) und für Flüge in geringer Höhe im schallnahen Bereich (72°) Verwendung finden sollten. Später wurde die Zahl der Stellungen auf vier erhöht und die Fixierungswinkel auf 20°, 30°, 50° und 60° geändert. Die Pfeilung des starren Tragflügelteils betrug anfangs 65° und wurde im Laufe der Entwicklung auf 56° verringert.
Ein offizieller Auftrag seitens der Regierung wurde im November 1967 mit der Forderung erlassen, einen Nachfolger für die Tu-22K unter der Bezeichnung Tu-22KM zu entwickeln. Das „M“ stand hierbei zwar für „modernisiert“, am Ende verließ jedoch ein Entwurf die Werkshallen, der mit der Tu-22 keinerlei strukturelle Gemeinsamkeiten mehr besaß. Als Antriebe waren zwei NK-144-22 von Kusnezow vorgesehen. Tupolew legte noch im selben Monat die ersten Entwürfe unter der Projektbezeichnung „45-00“ vor. Anschließend begann im Flugzeugwerk Kasan der Bau eines ersten, als Tu-22M0 bezeichneten Prototyps, der Mitte 1969 abgeschlossen wurde. Die am 30. August gleichen Jahres begonnenen Flugtests brachten einige Mängel zutage. Bis 1972 wurden zehn Tu-22M0 gebaut, von denen fünf in die laufende Erprobung eingebunden, die anderen nach Rjasan geschickt wurden, um am dortigen Institut für Gefechtsausbildung zur Schulung des fliegenden Personals zu dienen.
Da die Leistungen der Tu-22M0 nicht zufriedenstellend ausfielen, wurde ab 1970 unter dem Projektnamen „45-01“ an einer verbesserten Variante gearbeitet. Diese erhielt die Bezeichnung Tu-22M1 und wies eine um 1,5 m vergrößerte Spannweite, veränderte Lufteinlässe, aerodynamische Verbesserungen sowie eine um 3000 kg verringerte Leermasse auf. Das Flugzeug verfügte über das automatische Steuersystem ABSU-145 und auf Betreiben der Luftstreitkräfte auch über zwei ferngesteuerte GSch-23L-Zwillingskanonen, die das hintere Schussfeld abdeckten. Zwischen Sommer 1971 und Ende 1972 wurden in Kasan neun Tu-22M1 gebaut, von denen fünf für Tests genutzt wurden. Die restlichen gingen an das Gefechtsausbildungszentrum der Seefliegerkräfte.
Das endgültige Serienmodell Tu-22M2 (NATO-Code: „Backfire-B“) besaß zwei NK-22-Triebwerke und war für den Transport von bis zu drei Ch-22- oder Ch-26-Langstrecken-Antischiffslenkwaffen ausgelegt. Es wurde mit dem Navigationssystem NK-45, dem Radarzielsystem PNA, dem Bombenzielgerät OPB-15T und dem automatischen Bordsystem ABSU-145M ausgerüstet und von 1975 bis 1983 an die Streitkräfte ausgeliefert. Oberhalb der Radarnase war ein Betankungsstutzen eingebaut. Nach den START-Abkommen musste dieser demontiert werden, um aus einem Langstrecken- einen Mittelstreckenbomber zu machen. Ein Teil der Maschinen wurde später mit den leistungsstärkeren NK-25–Triebwerken nachgerüstet. Diese tragen die Bezeichnung Tu-22ME. Weitere Flugzeuge wurden zur Aufklärungsversion Tu-22MR umgerüstet. Des Weiteren existiert die Ausführung Tu-22MP zur elektronischen Kriegsführung.
Die zweite Serienversion, die Tu-22M3 („Backfire-C“), flog am 20. Juni 1977 erstmals und wurde 1983 bei den Streitkräften eingeführt. Diese Version bildete den Großteil der insgesamt 497 Flugzeuge umfassenden Tu-22M-Flotte der Sowjetunion. Sie verfügt über abgeänderte Lufteinlässe, einen um 0,8 m verlängerten Bug und ist mit NK-25- oder NK-32-Triebwerken ausgerüstet. Daneben verfügt sie über ein OBP-15T-Bombenzielgerät, das PNA-D-Radar (NATO-Code: Down Beat) und über das HK-45-Flugkontrollsystem. Dieses ermöglicht der Tu-22M3 den Terrainfolgeflug bis unter 100 Meter über dem Boden bei Geschwindigkeiten knapp unter der Schallgrenze. Im abgeänderten Bombenschacht können bis zu sechs Ch-15-Luft-Boden-Raketen mitgeführt werden. Die Heckbewaffnung wurde auf eine GSch-23 reduziert. Die aus der Tu-22M3 abgeleitete Aufklärungsversion trägt die Bezeichnung Tu-22M3R. Die letzten Flugzeuge wurden 1993 ausgeliefert. Insgesamt wurden von der Tu-22M3 und ihrer Varianten 268 Stück gebaut. Die aktuelle Tu-22M3-Flotte besteht sowohl aus neugebauten Flugzeugen wie auch aus nachgerüsteten Tu-22M2-Maschinen.

## Modernisierung

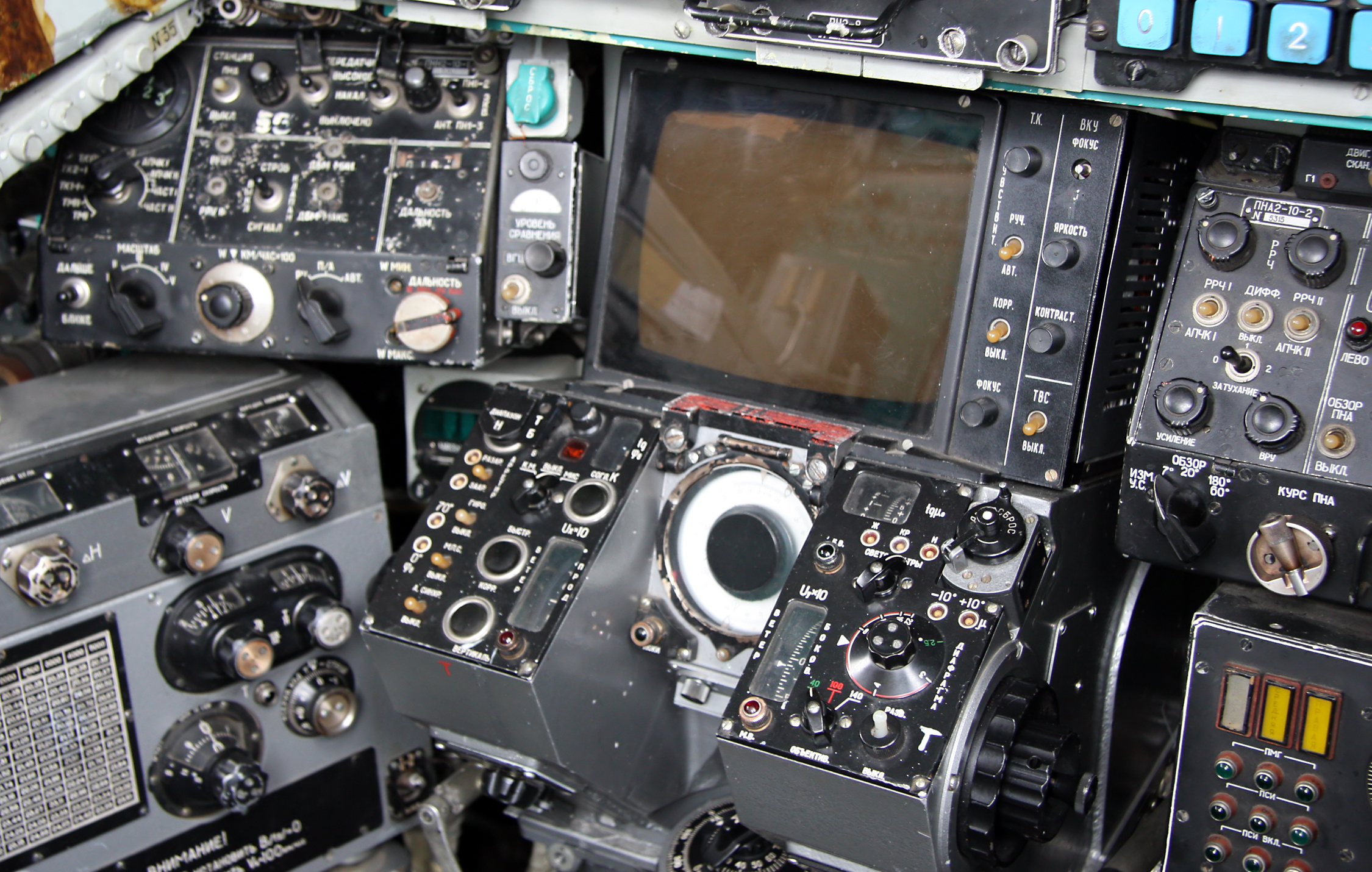
Cockpitdetail einer Tu-22M3

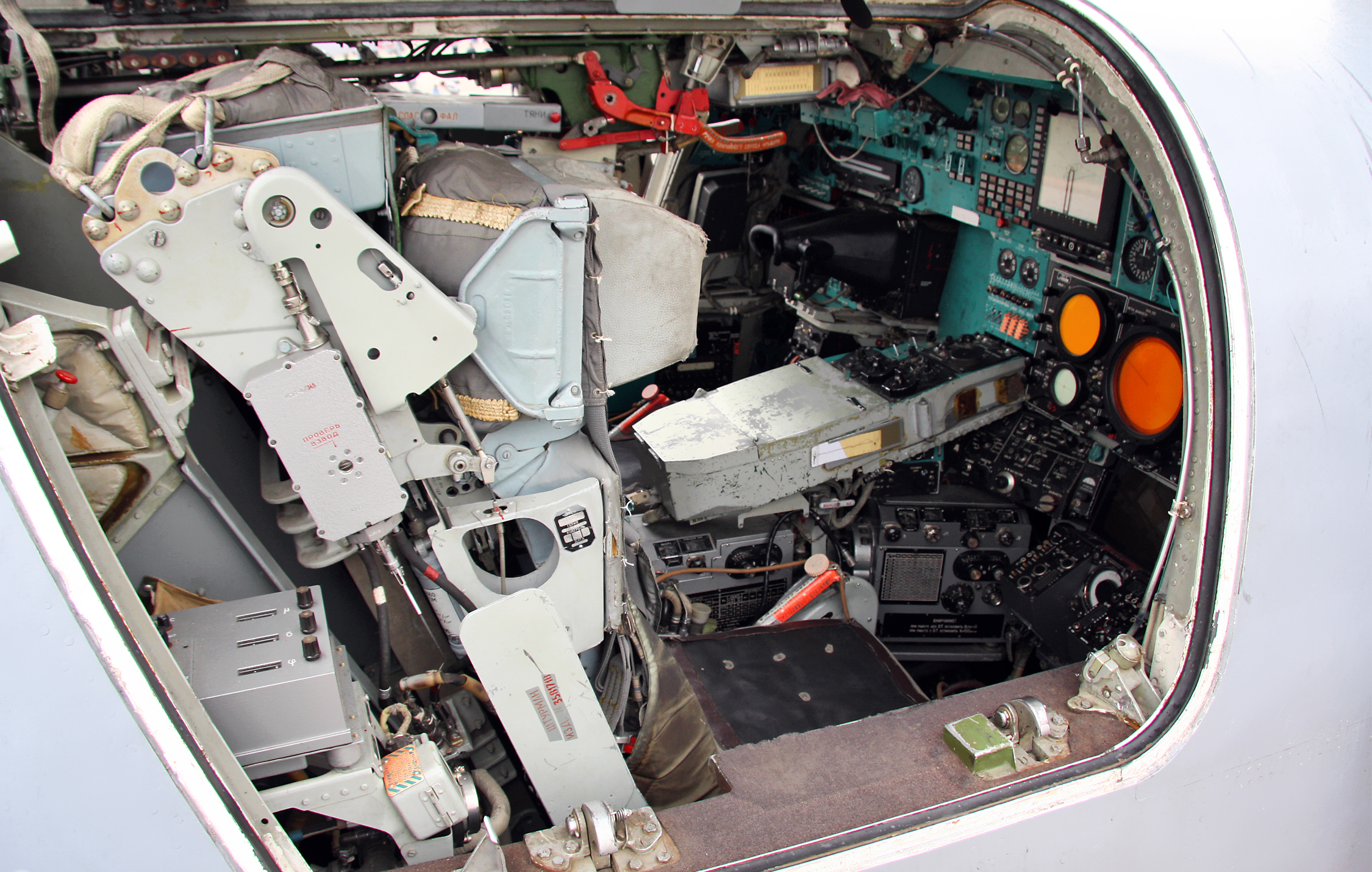
Arbeitsplatz des Navigators einer Tu-22M3

Bis zum Ende des Jahres 2022 wurden 30 Tu-22M3 zur Tu-22M3M Version modernisiert. Hierbei stand die Einrüstung neuer Navigationssysteme einschließlich Radar sowie von Geräten für elektronische Gegenmaßnahmen und auch die Verwendung neuer Waffen im Vordergrund. Zu den Neuerungen zählten u. a. das NW-45-Radarsystem (Novella-45) mit dem 1NW-1-Radar von Saslon, das NO-45.03M-Navigationssystem sowie das ABSU-145MTs-Flugkontrollsystem. So wurde in den kommenden Jahren, möglicherweise bis 2030, mit einer weiteren Verwendung des Bombers bei den russischen Streitkräften inklusive der Einbindung in avisierte Neustrukturierungen und mit der Ausrichtung auf mögliche kleinere regionale Konflikte gerechnet. Das Rollout der ersten auf den Tu-22M3M-Stand nachgerüsteten Maschine erfolgte am 16. August 2018. Diese Maschine verfügte über keine Abwehrbewaffnung mehr am Heck. Vor dem Cockpit ist eine aufgesetzte zentrale Wulst ersichtlich, die für die Luftbetankungssonde vorgesehen ist. Als Hauptbewaffnung sollten diese modernisierten Maschinen die Lenkwaffen Ch-32 und Ch-15 tragen. Ebenso sollten auch konventionelle Marschflugkörper Ch-101, Ch-555, Ch-59MK2 und Ch-50 mitgeführt werden können. Weiter wurde über die Bewaffnung mit Präzisionsbomben vom Typ KAB-1500S und KAB-500S mit Glonass-Lenksystem sowie der Luft-Boden-Rakete Ch-47M2 Kinschal spekuliert. Am 28. Dezember 2018 erfolgte der Erstflug der modernisierten Variante.

## Nutzerstaaten
Aktueller Nutzer

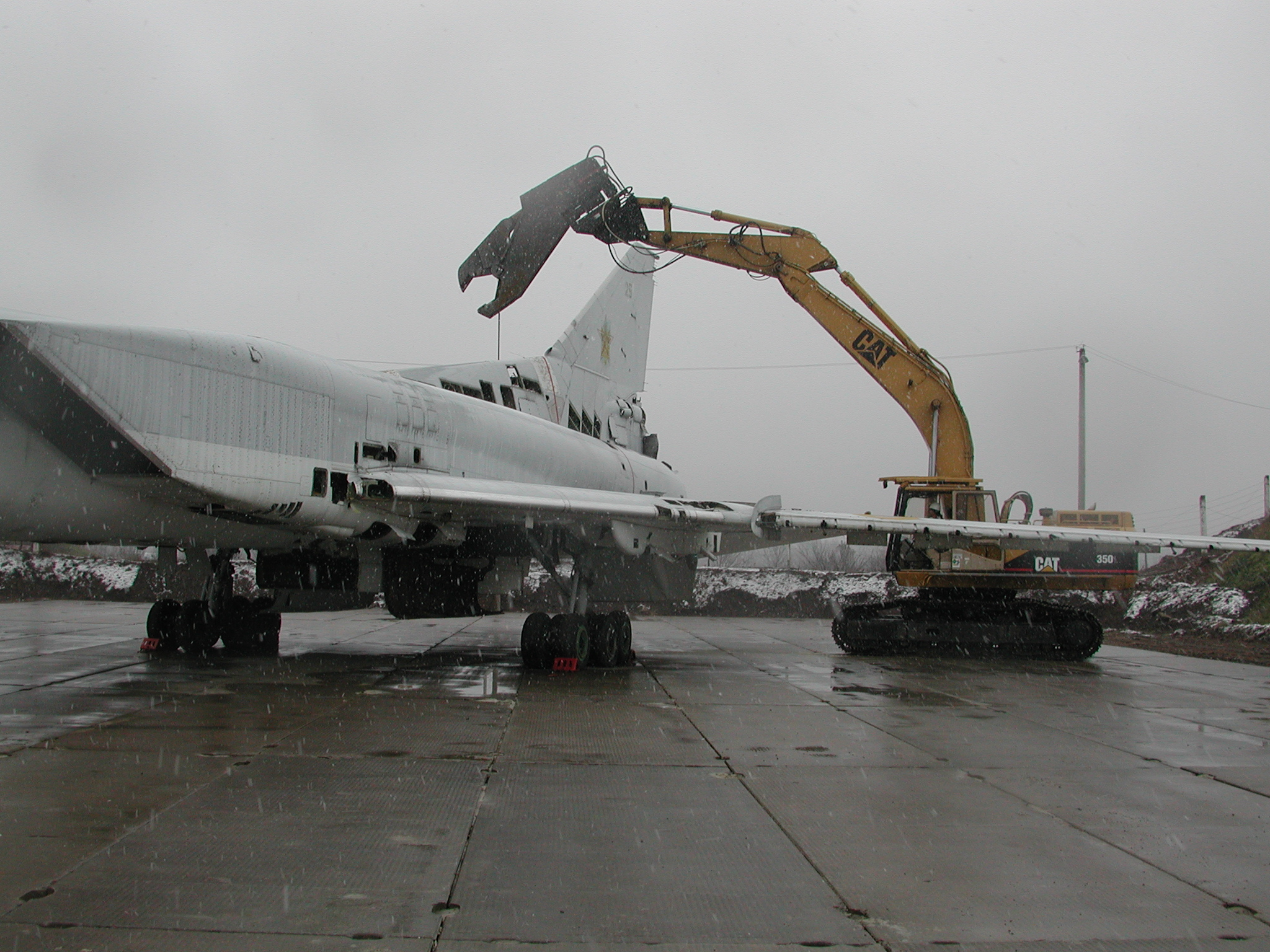
Verschrottung einer ukrainischen Tupolew Tu-22M3, 2002

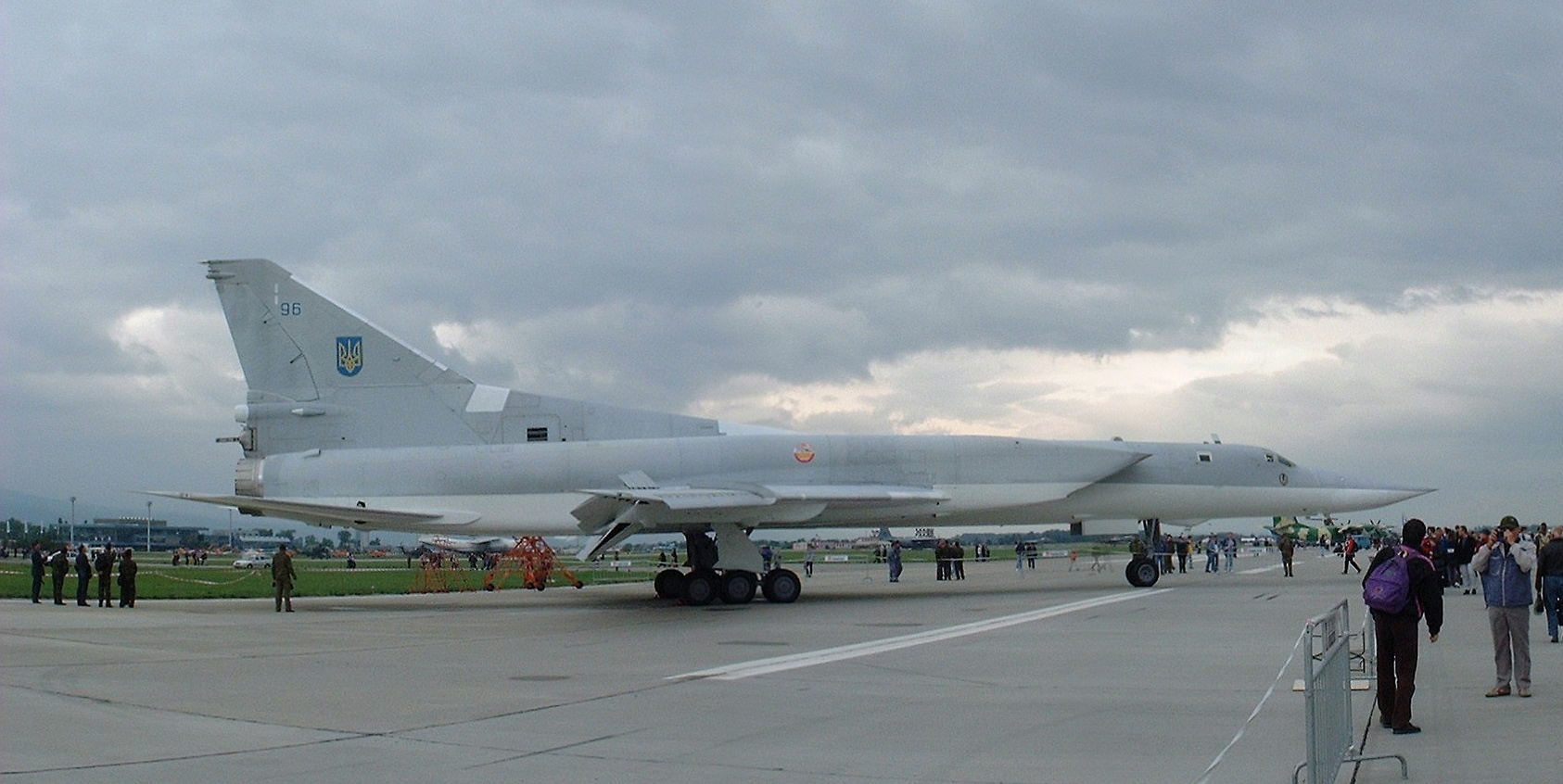
Ukrainische Tupolew Tu-22M3, SIAD-2002-Luftfahrtausstellung, Bratislava, Slowakei

- Russland – Ende 2023 befanden sich 58 Tu-22M3 im Dienst der russischen Luftstreitkräfte,[10] mindestens zwei Maschinen gingen seitdem verloren.
Flugverbände mit Tu-22M3 sind u. a. wie folgt disloziert:[11]
52. Schweres Bombenfliegerregiment in Schaikowka bei Kirow
840. TBAP am Militärflugplatz Solzy; nach ukrainischem Angriff im August 2023 auf den Militärflugplatz Olenja verlegt[12] 
200. TBAP in Belaja bei Irkutsk
444. TBAP in Wosdwischenka bei Ussurijsk wurde 2007 der aktiven Reserve zugeteilt

Ehemalige Nutzer
- Sowjetunion
 Die sowjetischen Luftstreitkräfte und die Seeflieger nutzten ihre 370 Tu-22M von Stützpunkten in der heutigen Ukraine, Belarus und in Russland. Nach dem Zusammenbruch der Sowjetunion blieben 52 Tu-22M in Belarus und 29 in der Ukraine.
- Indien
 Im Jahre 2001 sind vier Marinemaschinen der indischen Marine verleast und danach retourniert worden.
- Ukraine
 Verfügte nach dem Ende der Sowjetunion über 29 Maschinen, die verschrottet oder an Museen abgegeben wurden.
- Belarus
 Verfügte nach dem Ende der Sowjetunion über 52 Maschinen, die ebenfalls verschrottet wurden.

## Einsätze

### Sowjetische Intervention in Afghanistan
Der erste Gefechtseinsatz der Tu-22M erfolgte von 19 bis 21. April 1984 beim Krieg in Afghanistan, am Anfang der Pandscher-Operation. Sechs Tu-22M2 des 1225. schweren Bomberregiments wurden zum Flächenbombardement (jedes Flugzeug trug 64 OFAB-250-270-Bomben) aus großer Höhe eingesetzt. Weiter führten Tu-22M3 des 185. Garde-, 402. und 840. schweren Bomberregiments von Oktober 1988 bis Februar 1989 Flächenbombardements aus großer Höhe durch. Dabei kamen auch schwere Fliegerbomben vom Typ FAB-3000 (Gewicht 3000 kg) und FAB-5000 (Gewicht 5000 kg) zum Einsatz.

### Tschetschenienkriege, Kaukasuskrieg 2008 und russischer Militäreinsatz in Syrien seit September 2015
Der nächste Kampfeinsatz erfolgte während der Tschetschenienkriege. Auch hier wurden die Tu-22M zum Flächenbombardement aus großer Höhe eingesetzt.

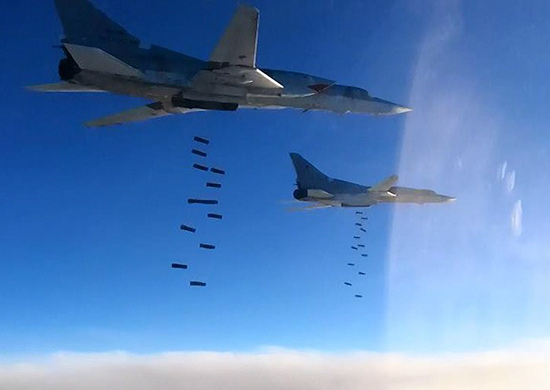
Russischer Tu-22M3-Gruppenluftangriff in Syrien

Russische Tu-22M3 wurden beim Kaukasuskrieg 2008 eingesetzt. Eine Tu-22M3 des 52. schweren Garde-Bombenfliegerregiments (Schaykowka) wurde von georgischen Buk M1 abgeschossen.
Am 17. November 2015 griffen Tu-22M3 der strategischen Fernfliegerkräfte im Rahmen des Militäreinsatzes in Syrien von Russland aus Ziele der Terroristengruppe Islamischer Staat, im Osten Syriens mit Freifallbomben OFAB-250-270 an.

### Russischer Überfall auf die Ukraine seit Februar 2022
Beim Beginn des russischen Überfalls auf die Ukraine im Februar 2022 feuerten Tu-22M-Flugzeuge laut ukrainischen Angaben im Februar 16 Marschflugkörper auf Ziele in der Ukraine. Sie seien außerhalb der Ukraine abgefeuert worden. Ab Mitte April wurden Tu-22M zur Bombardierung des belagerten Mariupol eingesetzt; dabei starteten Tu-22M Marschflugkörper aus der Region Krasnodar; die Angriffe erfolgten aus großer Höhe mit konventionellen Freifallbomben. Im Mai 2022 starteten russische Tu-22M-Bomber Raketen vom Typ Ch-22 gegen Ziele in der Ukraine. Die aus der Sowjetzeit stammenden Raketen wurden gegen Ziele in der Region Donezk eingesetzt. Im Laufe des Krieges starteten Tu-22M, die Ch-22- und Ch-32-Marschflugkörper aus dem russischen Luftraum zunehmend gegen Ziele in der gesamten Ukraine einsetzten; die Fähigkeit des Flugzeugs, außerhalb der Reichweite der ukrainischen Luftabwehr zu bleiben, ermöglichte die Teilnahme an einer Vielzahl von Distanzangriffen auf die Ukraine.
Aufgrund seiner Rolle bei Raketenabschussoperationen wurde es jedoch auch zunehmend zum Ziel ukrainischer Langstreckendrohnen. Im August 2023 wurde eine Tu-22M3 auf dem Militärflugplatz Solzy vermutlich durch eine ukrainische Drohne zerstört. Am 19. April 2024 stürzte eine russische Tu-22M3 auf russischem Gebiet in der Region Stawropol ab. Der Kommandeur der ukrainischen Luftwaffe Oleschtschuk behauptete, es sei erstmals gelungen, trotz einer Entfernung von rund 300 km ein solches Flugzeug mit einer Flugabwehrrakete von ukrainischem Territorium aus abzuschießen. Ein Video zeigt eine Tu-22M in einer flachen Drehung mit Flammen am Heck. Einer der Piloten starb bei dem Absturz. Das russische Verteidigungsministerium behauptete, der Bomber sei aufgrund eines technischen Fehlers abgestürzt. Möglicherweise wurde am 27. Juli 2024 zwei weitere Tu-22M auf dem Militärflugplatz Olenja (Oblast Murmansk), rund 1800 km von der Ukraine entfernt durch eine Drohne schwer beschädigt. Bei einer großangelegten Aktion („Operation Spinnennetz“) des Sicherheitsdienstes der Ukraine wurden am 1. Juni 2025 mittels mehr als 100 autonom gesteuerter Drohnen, die unmittelbar vor Ort gestartet wurden, laut ukrainischen Angaben mehr als 40 Flugzeuge der Typen A-50, Tu-160, Tu-95 und Tu-22M3 auf vier verschiedenen Militärflugplätzen beschädigt oder zerstört; auf Satellitenbildern konnte der Verlust bzw. die Beschädigung von mindestens vier Tu-22M3 allein auf dem Flugplatz Belaja bei Irkutsk in Sibirien bestätigt werden.

## Versionen

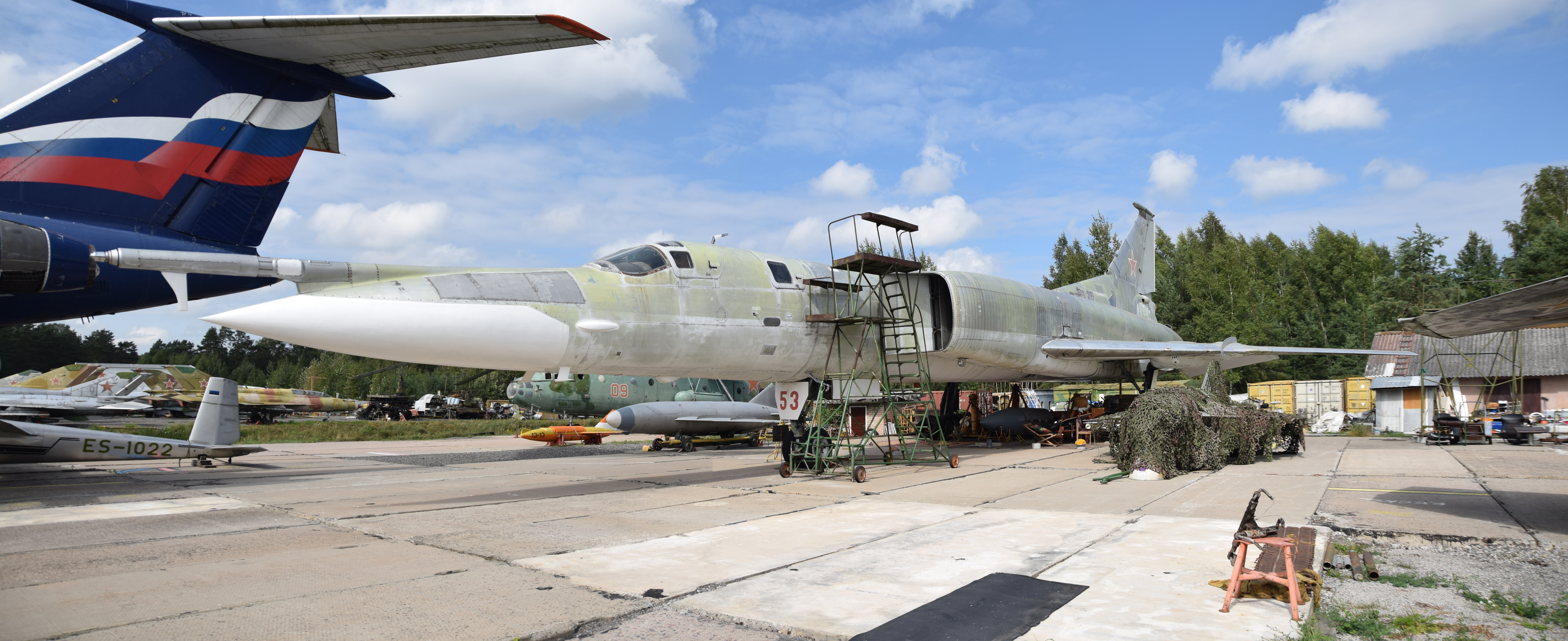
Tupolew Tu-22M1, ausgestellt im Rigaer Luftfahrtmuseum

Tu-22KM uoffizielle Projektbezeichnung nach dem Ministerratserlass Nr. 1098-378.
Tu-22M0 (45-00)erste Prototypenserie, zehn Stück gebaut.
Tu-22M1 (45-01, NATO-Code „Backfire-A“)zweite, verbesserte Prototypenserie, neun Stück gebaut.
Tu-22M2 (45-02, „Backfire-B“)erste Serienversion mit abgerundeten Lufteinläufen, 211 Stück gebaut.
Tu-22ME („Backfire-B“)leistungsgesteigerte Version.
Tu-22MP („Backfire-B“)Aufklärerversion.
Tu-22M3 (45-03, „Backfire-C“)modernisierte Version mit rechteckigen Lufteinläufen.
Tu-22M3R („Backfire-C“)Aufklärerversion.
Tu-22M3M („Backfire-D“)Modernisierte Version mit Triebwerk NK-32 von Tu-160 (Reichweite durch Ökonomie wesentlich vergrößert, reduzierte Infrarotsignatur), Nachbetankungssystem, neuer Avionik; neue Bewaffnung (Ch-32, Ch-47, Ch-58, Ch-31), Navigation sowie Zielzuweisung über GLONASS-Satellitensystem.

## Technische Daten
| Kenngröße                               | Daten der Tu-22M3 (Backfire-C)                                                                                        |
| --------------------------------------- | --- |
| Typ                                     | Mittelstreckenbomber                                                                                                  |
| Besatzung                               | 4 (Kommandant, stellvertretender Kommandant, Navigator, Operator)                                                     |
| Länge                                   | 42,46 m |
| Spannweite                              | - ausgeschwenkt: 34,28 m (20°) - eingeschwenkt: 23,30 m (65°)                                                         |
| Flügelfläche (bei der Pfeilung von 20°) | 183,57 m² |
| Flügelstreckung                         | - ausgeschwenkt: 6,4 - eingeschwenkt: 2,96                                                                            |

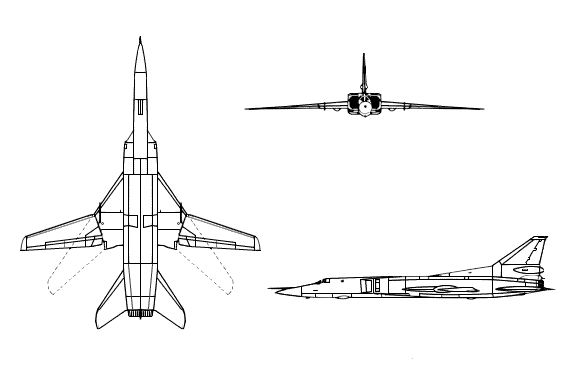
Dreiseitenriss

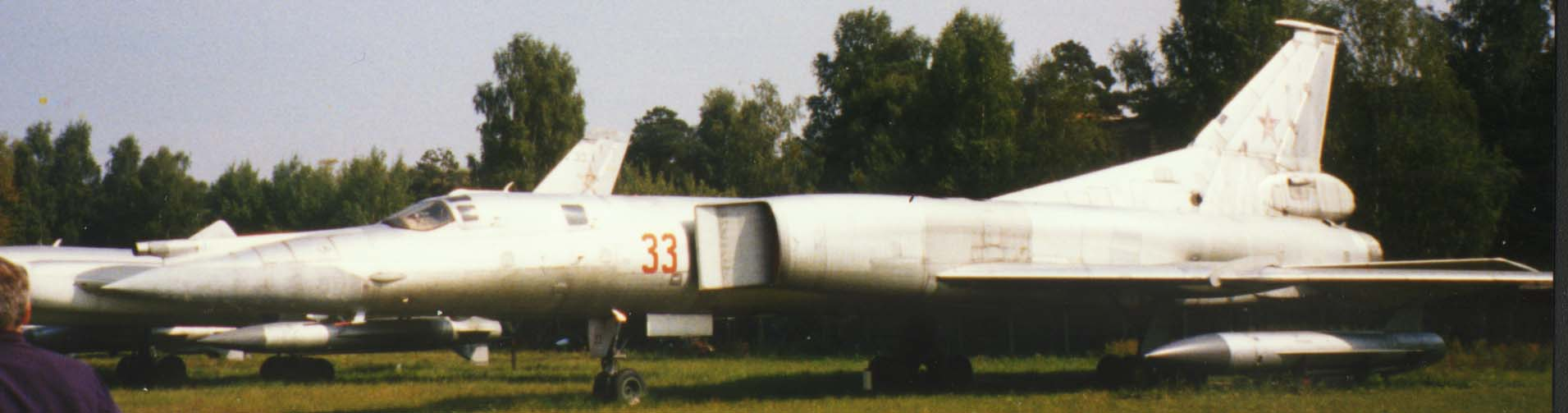
Tu-22M-Prototyp

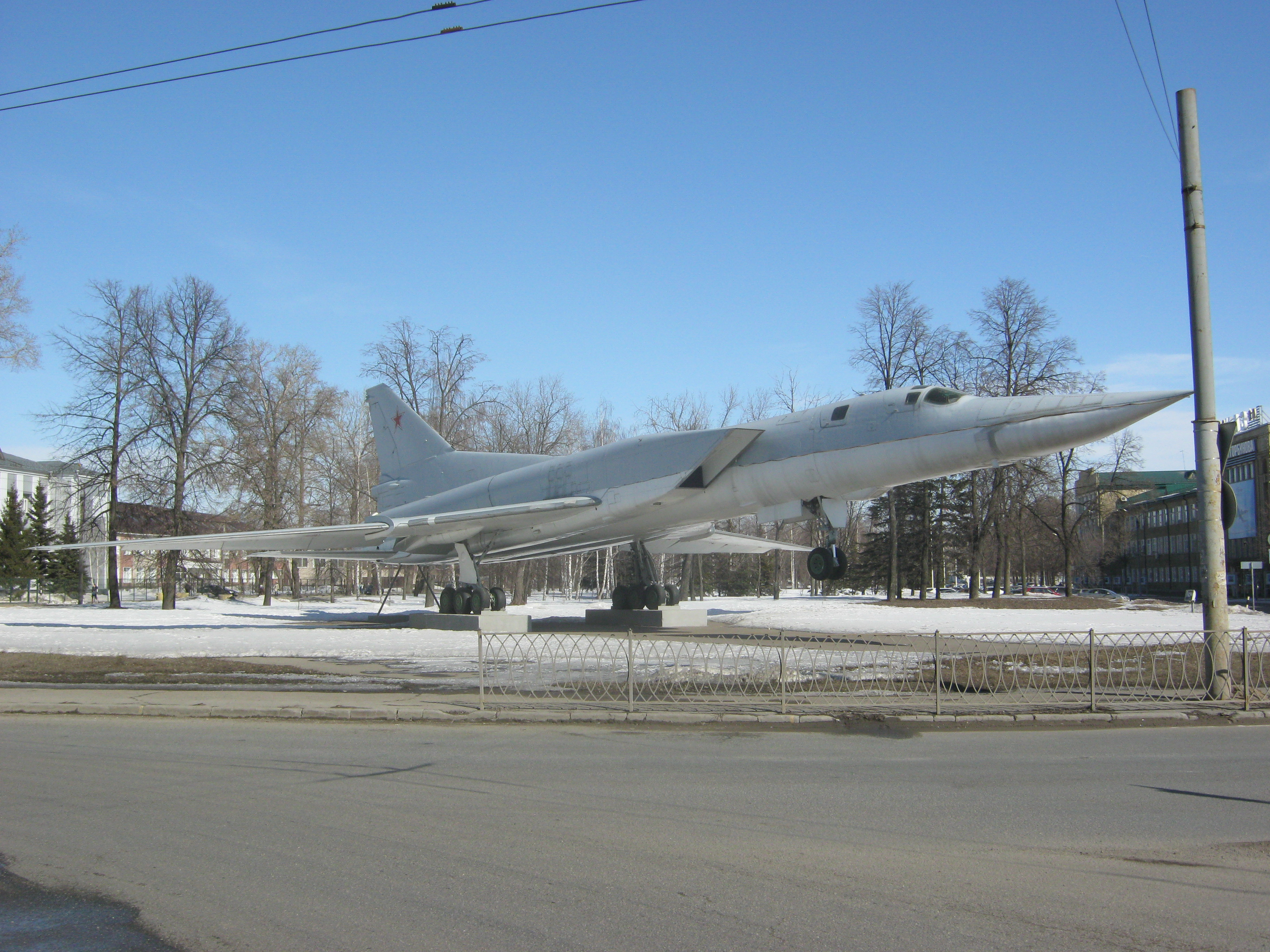
Ausgestellte Tupolew Tu-22M in Kasan, Russland

| Tragflächenbelastung                    | - minimal (Leermasse): 425 kg/m² - nominal (normale Startmasse): 610 kg/m² - maximal (maximale Startmasse): 686 kg/m² |
| Höhe                                    | 11,05 m |
| Leermasse                               | 68.000 kg |
| normale Startmasse                      | 112.000 kg |
| max. Startmasse                         | 126.000 kg |
| Treibstoffkapazität                     | 53.550 kg |
| Kraftstoffverhältnis                    | 0,48 |
| Höchstgeschwindigkeit                   | - Mach 2,19 bzw. 2327 km/h (auf 10.975 m Flughöhe) - Mach 0,84 bzw. 1050 km/h (auf Meereshöhe)                        |
| Marschgeschwindigkeit                   | 930 km/h |
| Dienstgipfelhöhe                        | 13.300 m |
| max. Steigrate                          | 15 m/s |
| Einsatzradius                           | - im Überschallflug: 1850 km - im Unterschallflug in Bodennähe: 1650 km - im Unterschallflug: 2410 km                 |
| Überführungsreichweite                  | ca. 7000 km |
| Triebwerke                              | zwei Kusnezow/KKBM NK-25-Mantelstromtriebwerke                                                                        |
| Schubkraft                              | - mit Nachbrenner: 2 × 245,25 kN - ohne Nachbrenner: 2 × 142,24 kN                                                    |
| Schub-Gewicht-Verhältnis                | - maximal (Leermasse): 0,64 - nominal (normale Startmasse): 0,45 - minimal (maximale Startmasse): 0,4                 |

## Bewaffnung

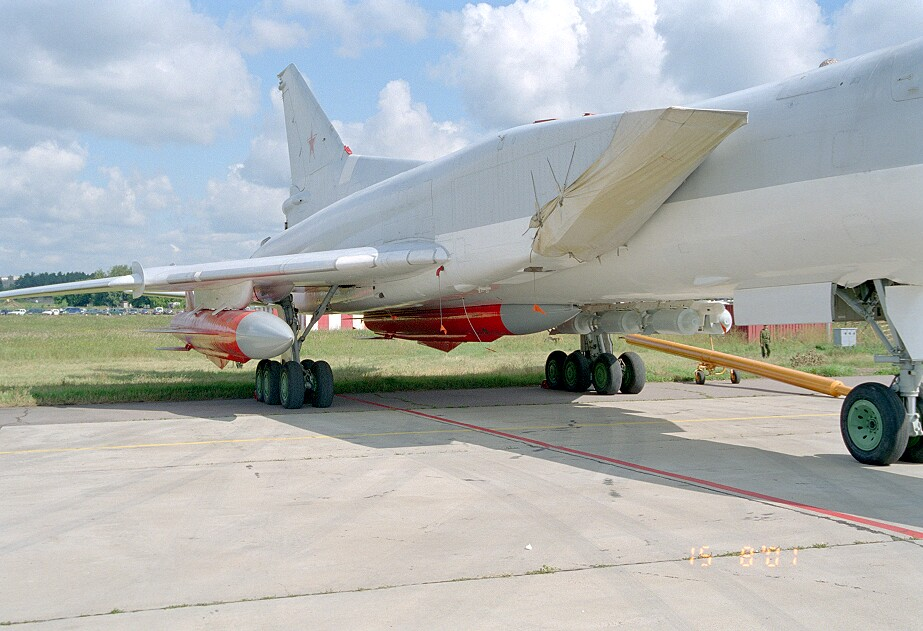
Ch-22-Marschflugkörper im Bombenschacht und an einer Außenlaststation

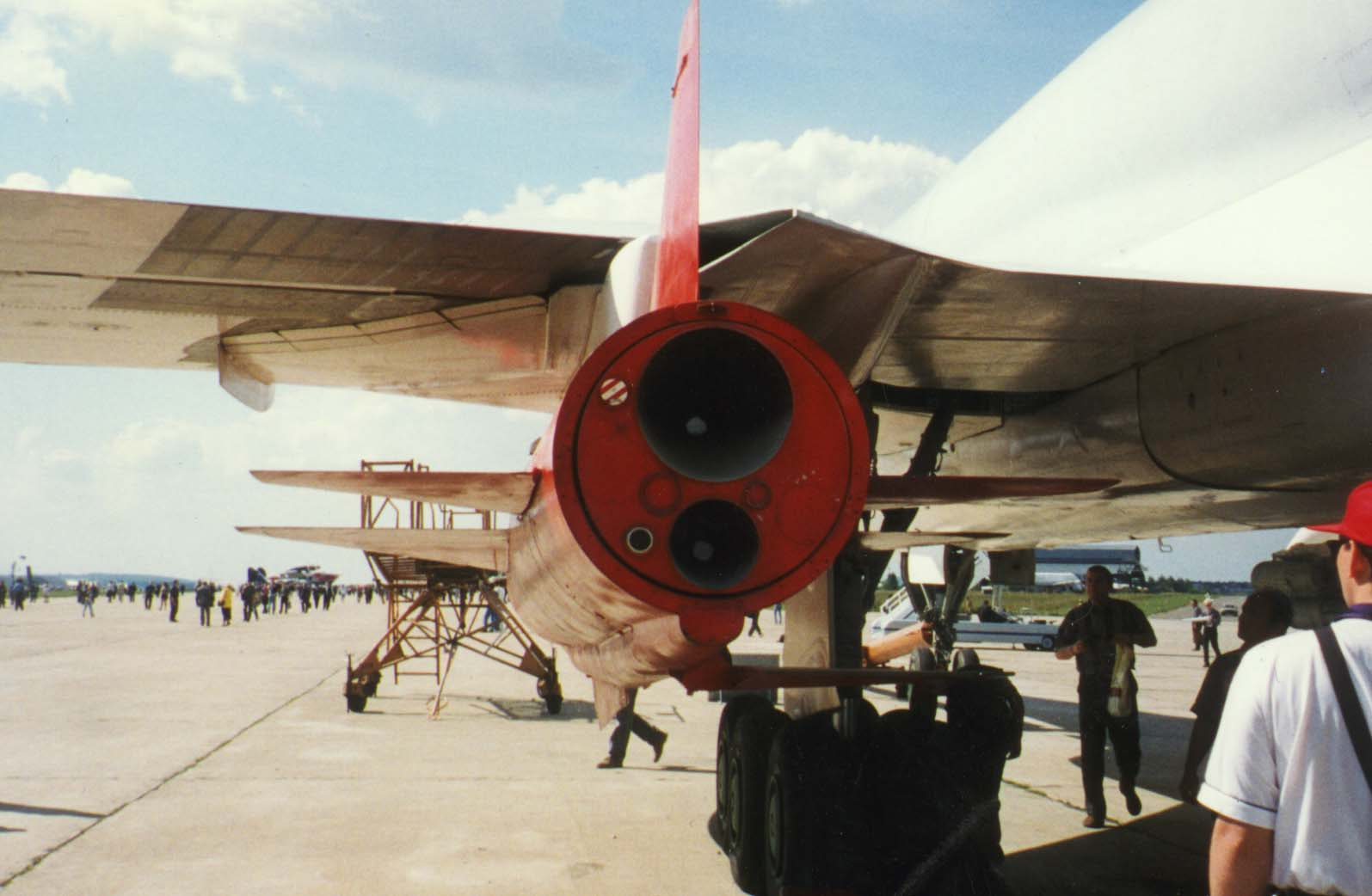
Ch-22 unter einer Tu-22M2

### Rohrbewaffnung zur Selbstverteidigung
Tu-22M2
- 1 × Heckstandeinheit UKU-9A-502 mit einer Lafette in einem Drehkuppelturm mit zwei doppelläufigen 23-mm-Maschinenkanonen Grjasew-Schipunow GSch-23 mit 600 Schuss Munition pro MK. Die Heckstandeinheit wird von einem Besatzungsmitglied ferngesteuert bedient. Als Zielhilfe ist oberhalb der Kugelblende das Feuerleitradar PRS-3 „Argon 2“ eingebaut. Am Ende der Einheit sind in einer Kugelblende zwei GSch-23 als Zwillingslafette beweglich eingebaut.[33]

Tu-22M3
- 1 × Heckstandeinheit UKU-9A-502MA mit einer Lafette in einem Drehkuppelturm mit einer doppelläufigen 23-mm-Maschinenkanone Grjasew-Schipunow GSch-23 mit 600 Schuss Munition. Für das Heck der Tupolew Tu-22M3 wurde die Heckstandeinheit erneut angepasst und mittels Reduktion auf eine Maschinenkanone leichter gefertigt. Ein Besatzungsmitglied bedient die Maschinenkanone ferngesteuert vom Cockpit aus. Als Zielhilfe sind oberhalb der Kugelblende das Feuerleitradar PRS-4KM „Krypton“ sowie eine Videokamera eingebaut. Am Ende der Einheit ist in einer Kugelblende eine GSch-23 in einer Lafette beweglich eingebaut.

### Abwurfwaffen
Waffenzuladung von 21.000 kg an zwei Außenlaststationen sowie im Bombenschacht. Im Bombenschacht können an einem internen MKU-6-1-Drehgestell Marschflugkörper mitgeführt werden.
Marschflugkörper (Auswahl)
- 3 × MKB Raduga Ch-22MNPSI (AS-4C „Kitchen“) – nuklearer 350-kT-Sprengkopf
- 3 × MKB Raduga Ch-26MP (KSR-5MP bzw. AS-6 „Kingfish“) – nuklearer 350-kT-Sprengkopf
- 6 × MKB Raduga Ch-15 (AS-16 „Kickback“) – nuklearer 350-kT-Sprengkopf
- 6 × MKB Raduga Ch-38 – modulare Abstandswaffe
- 3 × MKB Raduga Ch-59M „Owod-M“ (AS-18 „Kazoo“) – radargelenkter Seeziel-Marschflugkörper
- 4 × MKB Raduga Ch-101 – strategischer Marschflugkörper mit Tarnkappenfähigkeit, konventioneller 400-kg-Gefechtssprengkopf
- min. 3 × Ch-47M2 Kinschal Integration für Tu-22M und Tu-22M3[34][35]

Ungelenkte Bomben
- 8 × Seeminen vom Typ RMI, UDM, UDM-5, APM, AMD-2M, oder AGDM
- 12 × AMD-500M (Seemine)
- 18 × IGDM-500 oder UDM-500 (Seemine)
- 69 × FAB-100 (100-kg-Freifallbombe)
- 69 × FAB-250 (250-kg-Freifallbombe)
- 69 × ZAB-250 (250-kg-Brandbombe)
- 42 × FAB-500 (500-kg-Freifallbombe)
- 42 × OFAB-500 (500-kg-Freifallbombe)
- 42 × OFZAB-500 (500-kg-Brandbombe)
- 42 × RBK-250-275 (275-kg-Streubombe)
- 16 × RBK-500 (500-kg-Streubombe)
- 16 × FAB-1000 (1.000-kg-Freifallbombe)
- 8 × FAB-1500 (1.500-kg-Freifallbombe)
- 3 × FAB-3000 (3.000-kg-Freifallbombe)
- 2 × FAB-5000 (5.000-kg-Freifallbombe)
- 1 × FAB-9000 (9.000-kg-Freifallbombe)
- 2–4 nukleare Freifallbomben

## Zwischenfälle
- Am 14. September 2017 überrollte die Maschine mit der Kennung RF-94233 bei einem abgebrochenen Start die Piste am Militärflugplatz Schaikowka bei Kirow um 800 Meter und blieb in einem Feld liegen. Die Besatzung blieb unverletzt; die Maschine wurde als Totalschaden abgeschrieben.[36]
- Die Besatzung einer Tu-22M3 musste am 22. Januar 2019 nach einem Übungsflug während eines Schneesturmes bei extrem schlechten Sichtbedingungen auf dem Militärflugplatz Olenja bei Olenegorsk landen. Die Maschine zerbrach beim Aufsetzen in mehrere Teile und geriet in Brand.[37] Zwei Besatzungsmitglieder (der 1. Offizier und der Waffenoperator) starben. Kommandant und Navigator wurden schwer verletzt in ein Militärkrankenhaus gebracht,[38] wo später der Kommandant seinen Verletzungen erlag.[39][40]
- Während der Vorbereitung auf einen Übungsflug wurden am 23. März 2021 drei der vier Schleudersitze vom Typ KT-1M einer Tu-22M3 des 52. Gardebomberregiments der Fernfliegerkräfte des Stützpunktes Schajkowka (Oblast Kaluga) ausgelöst.[41] Da im Stand die Minimumbedingungen einer Horizontalgeschwindigkeit von 130 km·h−1 zum sicheren Einsatz der KT-1M in geringeren Höhen als 60 m unterschritten wurden, öffneten sich die Fallschirme nicht mehr vollständig; alle drei Besatzungsmitglieder erlitten tödliche Verletzungen. Eines der Opfer war der Regimentskommandeur Oberst Wadim Belosljudzew.[42][43]
- Am 15. August 2024 stürzte eine Tu-22M3 in der Region Irkutsk ab. Laut currenttime war diese auf dem Luftwaffenstützpunkt Belaja gestartet und stürzte kurz darauf ab. Anwohner umliegender Dörfer filmten, wie die Maschine brennend aufschlug und explodierte. Ein Pilot starb dabei.[44][45]
- Am 2. April 2025 stürzte eine Tu-22M3, vermutlich aufgrund eines technischen Defekts, in der Region Irkutsk ab. Eines der vier Besatzungsmitglieder überlebte den Ausstieg nicht.[46][47]